# Bistum Thamarasserry
Das Bistum Thamarasserry (lateinisch Dioecesis Thamarasserrensis) ist ein Bistum der mit der römisch-katholischen Kirche unierten syro-malabarischen Kirche mit Sitz in Thamarasserry in Indien.

## Geschichte
Papst Johannes Paul II. gründete es mit der Apostolischen Konstitution Constat non modo am 28. April 1986 aus Gebietsabtretungen der Eparchie Tellicherry und unterstellte es dem Großerzbistum Ernakulam-Angamaly als Suffragandiözese.
Es wurde am 18. Mai 1995 Teil der Kirchenprovinz der Erzeparchie Tellicherry.
Das Bistum erfasst nur die syro-malabarischen Katholiken in den Distrikten Kozhikode und Malappuram im Bundesstaat Kerala. Die dort ebenfalls wohnenden Katholiken des lateinischen Ritus und der syro-malankarisch katholischen Kirche gehören zu anderen Diözesen.

## Bischöfe von Thamarasserry
- Sebastian Mankuzhikary (28. April 1986 – 11. Juni 1994, gestorben)
- Jacob Thoomkuzhy (18. Mai 1995 – 11. November 1996, dann Erzbischof von Trichur)
- Paul Chittilapilly (11. November 1996 – 15. Januar 2010, emeritiert)
- Remigius Maria Paul Inchananiyil, seit dem 15. Januar 2010